# Schloss Saint-Aignan

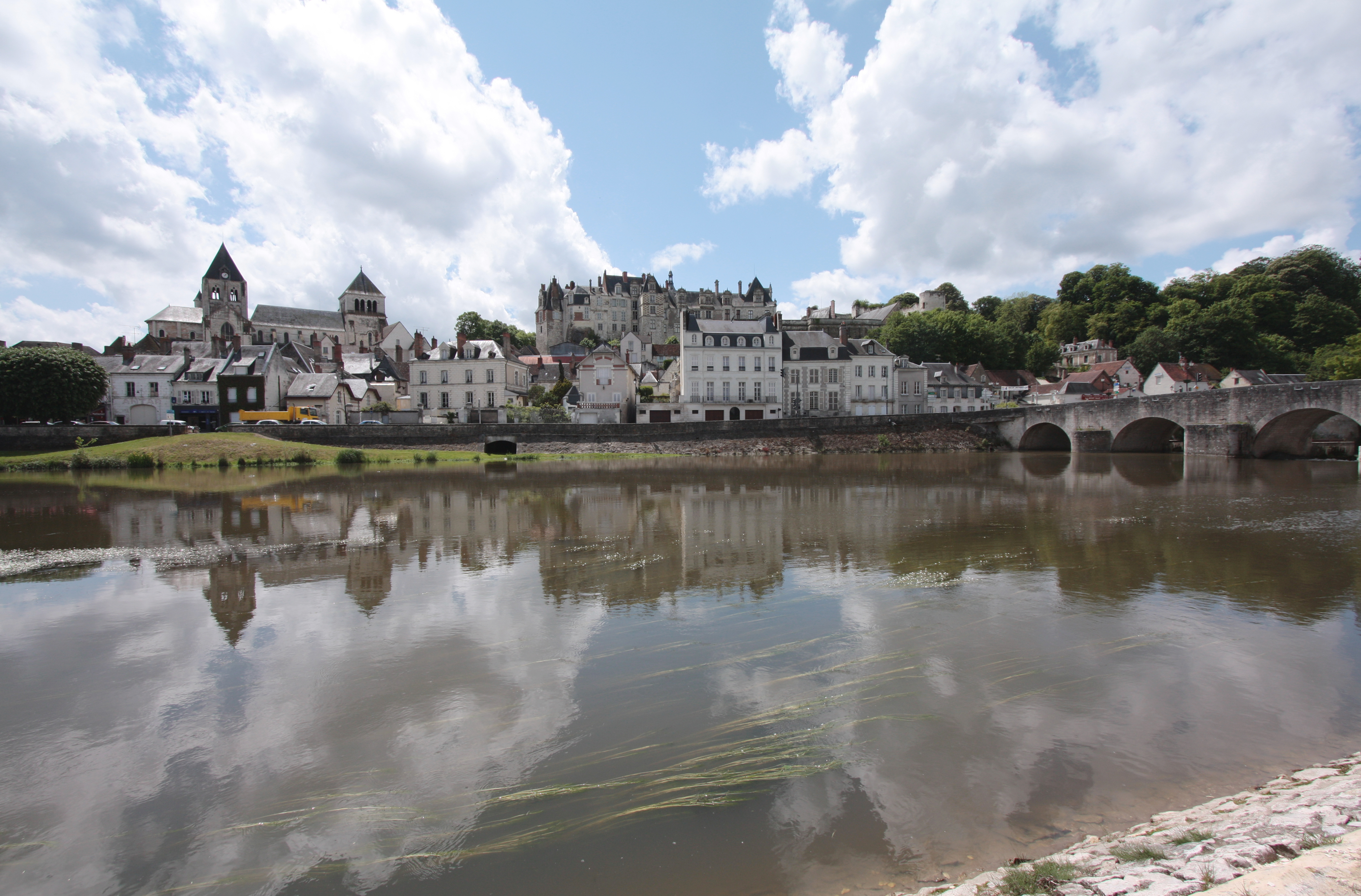
Blick über den Cher auf Schloss und Stadt.

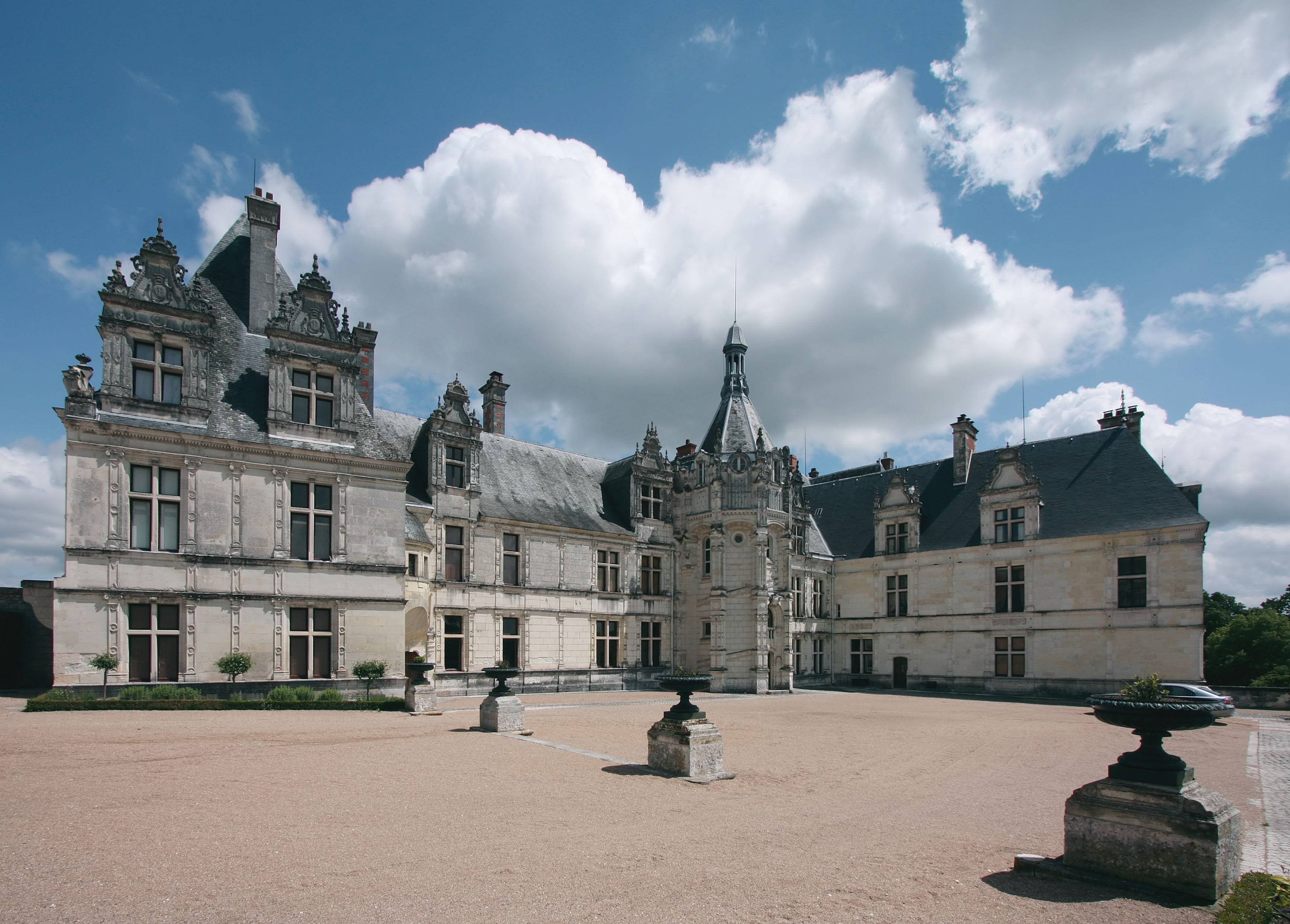
Schlosshof

Das Schloss Saint-Aignan gehört zur französischen Gemeinde Saint-Aignan im Département Loir-et-Cher.
Schon im 11. Jahrhundert befestigten die Grafen von Blois den Felsen über dem Fluss Cher und beherrschten damit über lange Zeit die Verkehrswege in der Umgebung. Die Herren von Husson errichteten Ende des 15. und Anfang des 16. Jahrhunderts das heutige Schloss. In der Zeit der Renaissance machten die Herzöge von Saint-Aignan den Ort zu ihrer Residenz. 
Die zwei rechtwinklig angeordneten Flügel des neuen Schlosses wurden an die mittelalterliche Befestigung an der Ostseite des Hofes angebaut. Die Anlage blieb bis auf einen westlichen Pavillon weitgehend erhalten. Der Renaissance-Flügel wirkt mit seinen pilastergerahmten Fenstern sowie seinen Lukarnen mit verzierten Giebeln besonders anmutig. Im 19. Jahrhundert wurde ein passend gestaltetes Treppentürmchen angefügt, das aber der Harmonie des Schlosshofes Abbruch tat.
Seit dem 30. Juli 1946 steht die Anlage als Monument historique unter Denkmalschutz.